# 20 років незалежності України (золота монета)
«20 ро́ків незале́жності Украї́ни» — золота ювілейна монета Національного банку України номіналом 100 гривень. Присвячена 20-річчю незалежності України. 24 серпня 1991 року Верховна Рада України схвалила Акт проголошення незалежності України, який започаткував новий етап у розвитку України як суверенної держави.
Монету введено в обіг 19 серпня 2011 року. Вона належить до серії «Відродження української державності».

## Опис монети та характеристики
| Номінал грн. | Метал            | Маса, г      | Діаметр, мм | Якість виготовлення | Гурт | Тираж, штук |
| ------------ | ---------------- | ------------ | ----------- | ------------------- | --- | ----------- |
| 100          | золото 900 проби | 31,1 / 34,56 | 32,0        | пруф                | гладкий із заглибленими написами позначення металу, його проби — Au 900, маси в чистоті — 31,1 г та логотипом Монетного двору | 1 000       |

### Аверс
На аверсі монети у центрі стилізованого кола розміщено малий Державний Герб України, а також хрестоподібне зображення вишиваних рушників, між якими — портрети найвидатніших постатей різних періодів нашої історії з написами: «ЯРОСЛАВ МУДРИЙ», «ТАРАС ШЕВЧЕНКО», «МИХАЙЛО ГРУШЕВСЬКИЙ», «БОГДАН ХМЕЛЬНИЦЬКИЙ»; унизу на тлі рушника — рік карбування монети «2011», по колу розміщено написи: «НАЦІОНАЛЬНИЙ БАНК УКРАЇНИ» (угорі) та номінал — «100 ГРИВЕНЬ» (унизу).

### Реверс

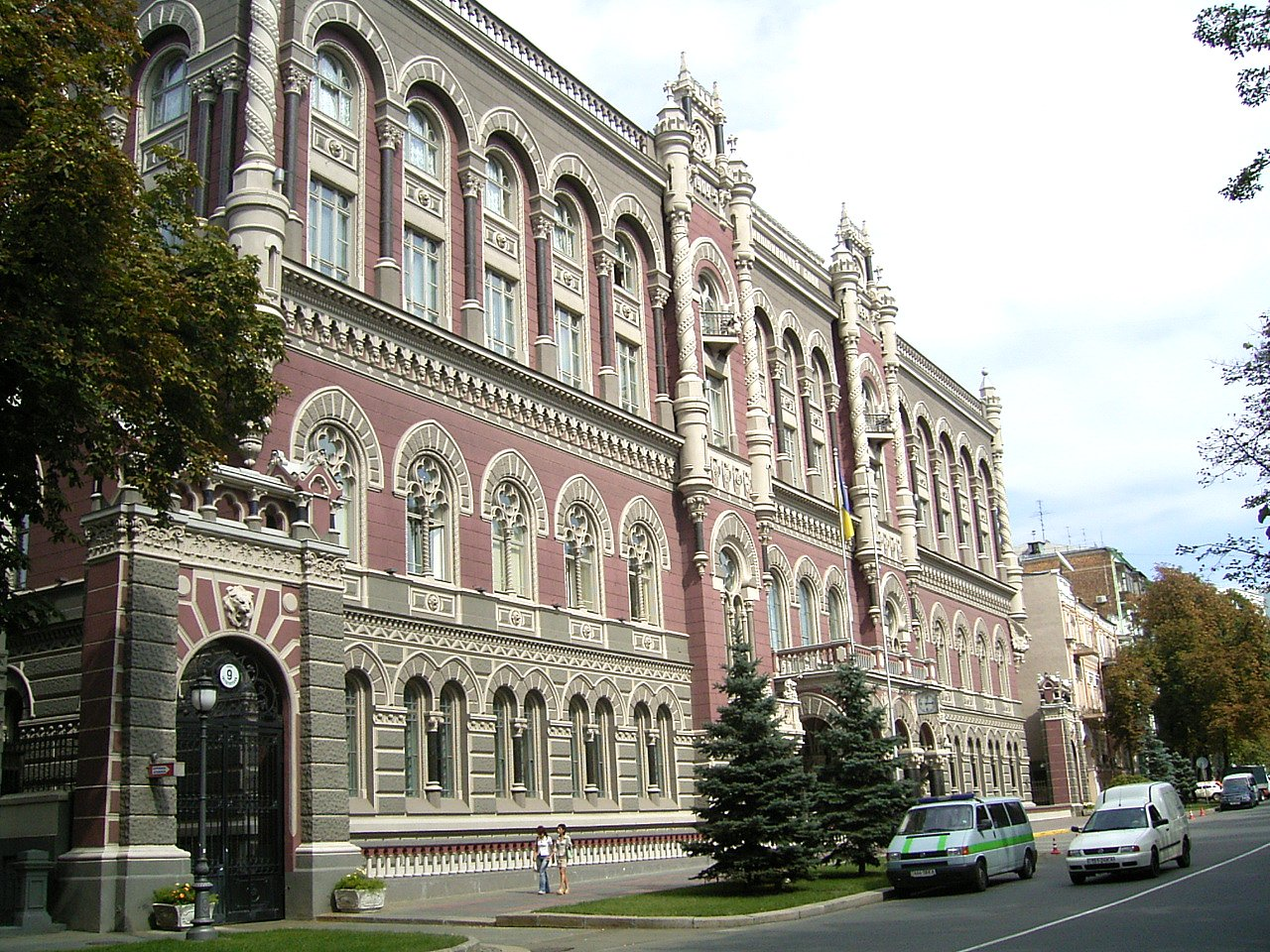
Будівля Національного банку України

На реверсі монети розміщено стилізований вінок із плодів та листя калини, у центрі якого напис: «20 РОКІВ/ НЕЗАЛЕЖНОСТІ/УКРАЇНИ», по колу — стилізовані орнаментальні ромби, між якими зображено літак, комбайн, судно та шахту, що символізують відповідні галузі народного господарства, унизу під колом напис: «24 серпня/ 1991 р.».

## Автори
- Художники: Таран Володимир, Харук Олександр, Харук Сергій.
- Скульптори: Дем'яненко Володимир, Атаманчук Володимир.

## Вартість монети
Під час введення монети в обіг у 2011 році, Національний банк України реалізовував монету через свої філії за ціною 15 252 гривні.
Фактична приблизна вартість монети з роками змінювалася так:
| Рік        | 2012   | 2013   | 2014   | 2015   | 2016   | 2017   | 2018   | 2019   | 2020   | 2021   | 2022    | 2023    | 2024    | 2025    |
| ---------- | ------ | ------ | ------ | ------ | ------ | ------ | ------ | ------ | ------ | ------ | ------- | ------- | ------- | ------- |
| Ціна, грн. | 30 000 | 32 000 | 36 000 | 37 000 | 60 000 | 63 000 | 65 000 | 59 000 | 70 000 | 70 000 | 100 000 | 109 000 | 151 000 | 196 000 |